# Pentene
Con il termine pentene ci si riferisce ad un qualunque alchene avente formula bruta C5H10 e caratterizzato dalla presenza di un doppio legame o ad una qualunque miscela di più isomeri strutturali aventi tali caratteristiche.
Gli isomeri possibili sono tre:

1-pentene
cis-2-pentene
trans-2-pentene.

- 1-pentene
- Cis-2-pentene
- Trans-2-pentene